# Prins Caspian
 For alternative betydninger, se Prins Caspian (flertydig). (Se også artikler, som begynder med Prins Caspian)
Prins Caspian eller kong Caspian X, Konge af Narnia, herre til Cair Paravel og kejser af ødeøerne, også kaldt Caspian søfareren og Caspian navigatøren (2290 – 2356 Narniske år) er en fiktiv person i fantasy-serien Narnia-fortællingerne af  C. S. Lewis. Han medvirker i tre af seriens syv bøger: Prins Caspian, Morgenvandrerens rejse og Sølvstolen. Han optræder kort i Det sidste slag.